# John Sell Cotman

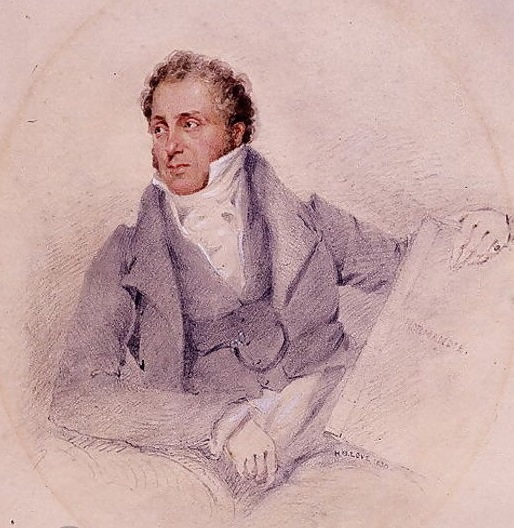
Cotman, Autorretrato

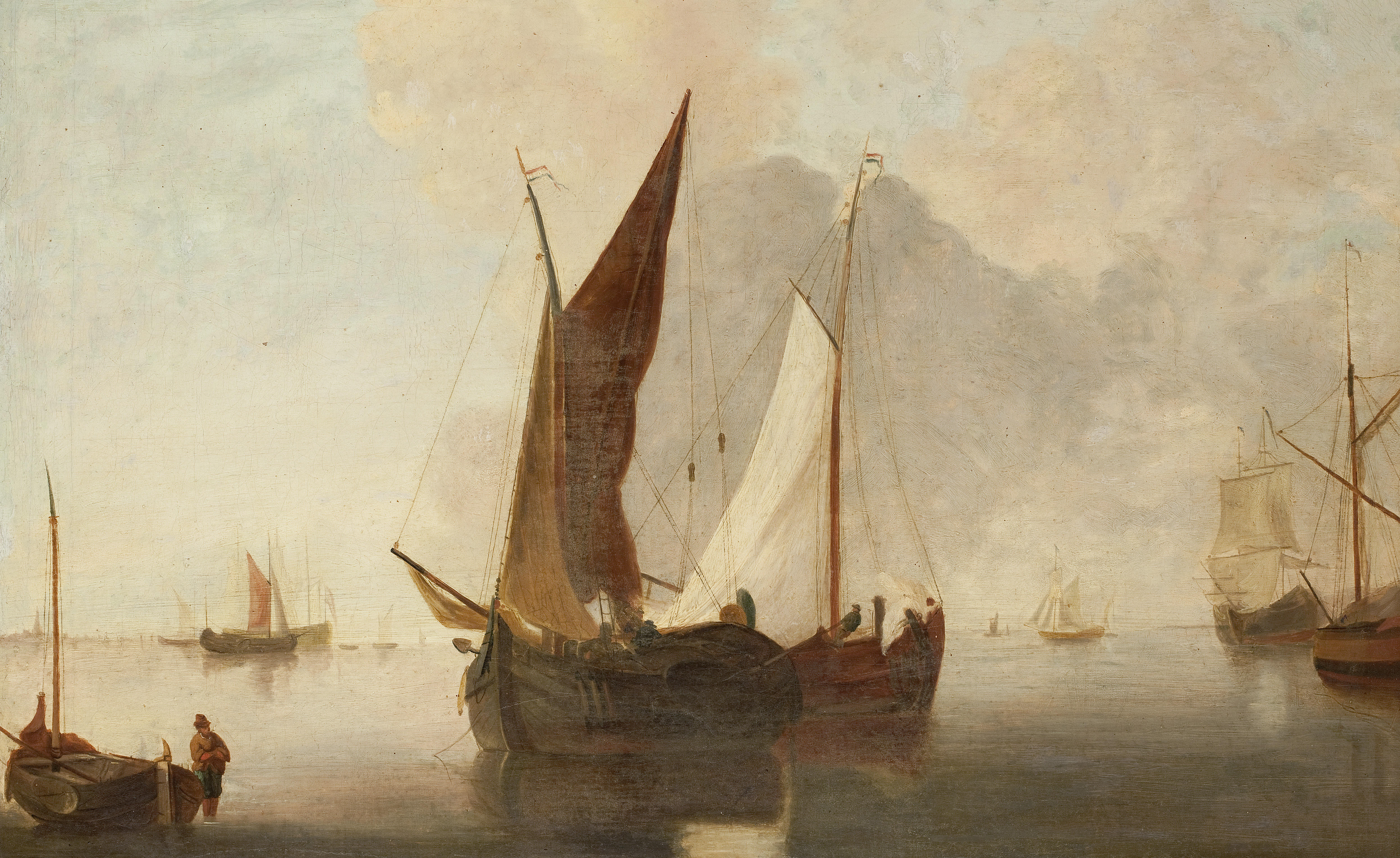
John Sell Cotman, The passing boats

John Sell Cotman (16 de mayo de 1782-24 de julio de 1842) fue un pintor inglés de paisajes y marinas, grabador, ilustrador, autor y uno de los principales miembros de la Escuela de Norwich de artistas.

## Vida

### Comienzos

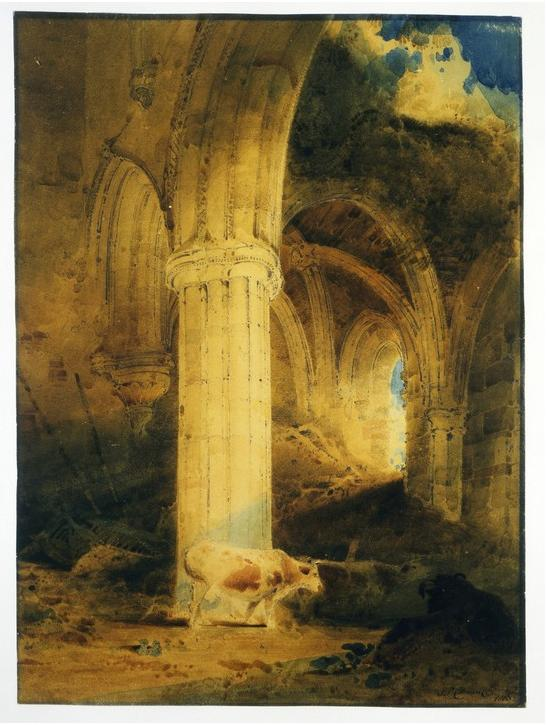
Ruinas de la Abadía de Rievaulx, Yorkshire (1803)

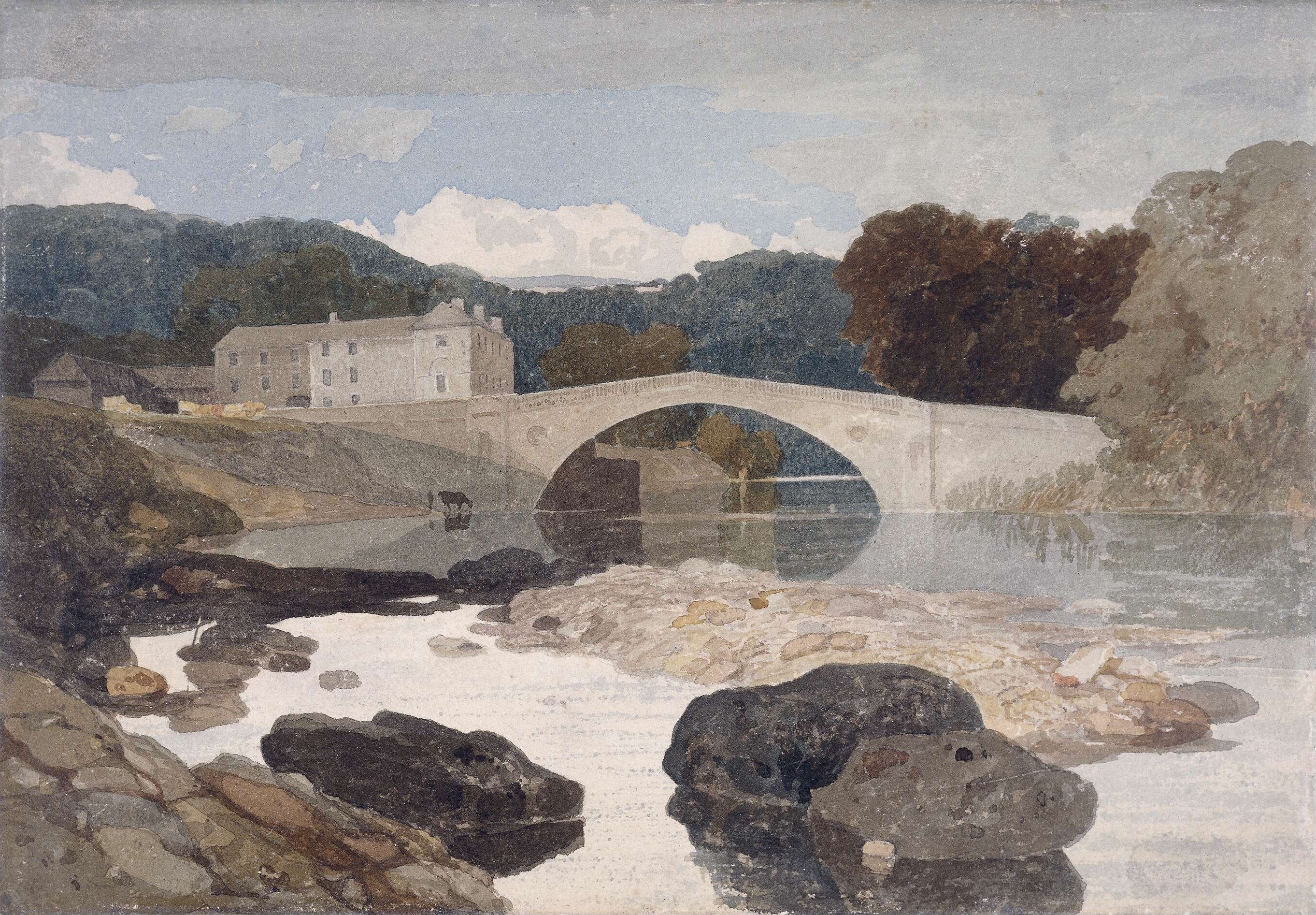
Puente del rio Greta (acuarela, 1805)

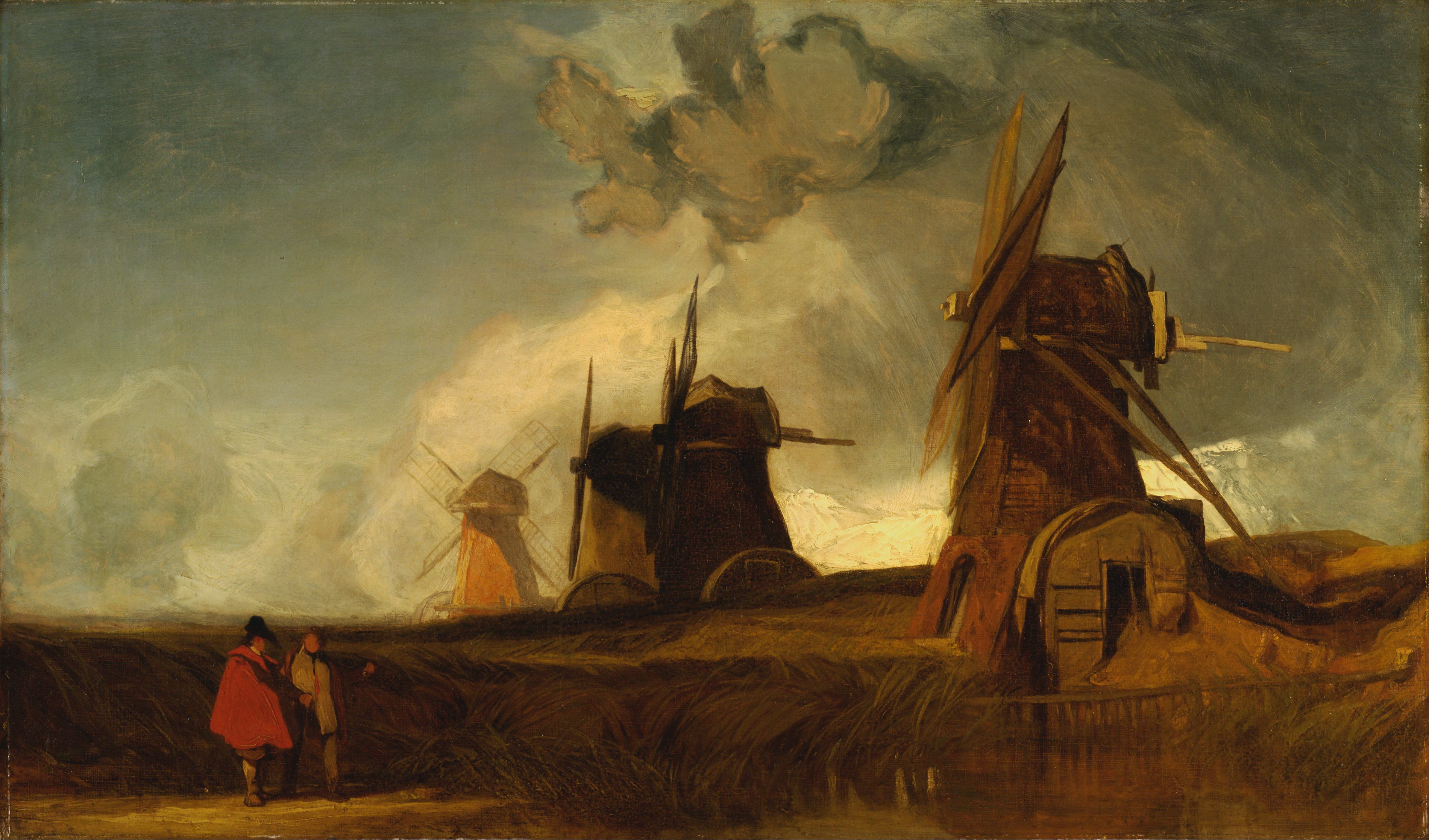
Molinos de drenaje en los Pantanos, Croyland, Lincolnshire

Cotman nació en Norwich, Inglaterra, el 16 de mayo de 1782, el mayor hijo de un próspero comerciante de seda y encajes  y fue educado en la Norwich School. Mostró talento para el arte desde una edad temprana y a menudo salía en frecuentes viajes de dibujo por la campiña de los alrededores.
Su padre pretendía que entrara en el negocio familiar, pero en su lugar, para hacer carrera en el arte, se mudó a Londres en 1798, inicialmente ganándose la vida con las comisiones de los vendedores de periódicos. Estuvo bajo el patrocinio del Dr. Thomas Monro, médico de Bridewell y del Hospital Bethlehem, cuya casa en Adelphi Terrace era un estudio y un lugar de encuentro para artistas. Allí, Cotman conoció a J. M. W. Turner, Peter de Wint y Thomas Girtin, quienes se convirtieron en figuras influyentes en su desarrollo artístico. Se unió a un club de dibujo iniciado por Girtin, y siguió dibujando en expediciones a Gales y Surrey.
En 1800, con 18 años, Cotman expuso en la Royal Academy por primera vez, mostrando cinco escenas de Surrey y una del castillo de Harlech. Probablemente pasó los veranos de 1800 y 1801 recorriendo Gales, ya que mostró escenas galesas en la academia en 1801 y 1802. En 1800, la Society of Arts le otorgó una paleta honoraria. Continuó exhibiendo en la academia hasta 1806, y realizó varios viajes de dibujo a través de Inglaterra y Gales. En los tres veranos de 1803-5 se quedó con la familia Cholmeley en Brandsby Hall en Yorkshire. En la última de estas tres visitas a Yorkshire, hizo una serie de acuarelas del río Greta.

### Retorno a Norwich (1802-1812)

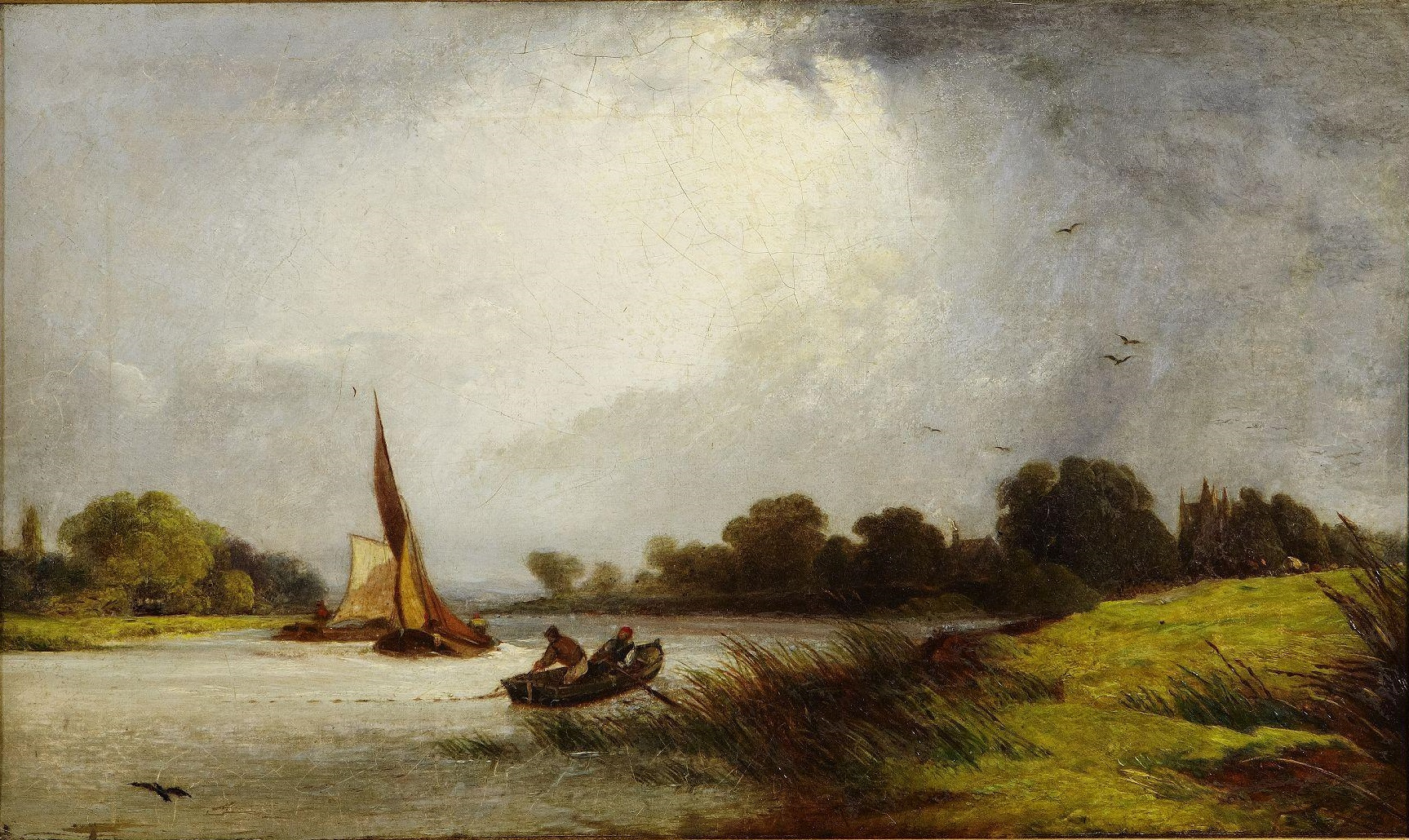
John Sell Cotman - View of Nordfolk broads

Aunque establecido en Londres, Cotman había pasado algún tiempo en su ciudad natal, y en septiembre de 1802 anuncia sus servicios como profesor de dibujo en el Norwich Mercury. En 1806 regresó a vivir a Norwich y se unió a la "Sociedad de Artistas de Norwich", exhibiendo 20 obras, de las cuales seis eran retratos, en la exposición de la sociedad en 1807, y 67 obras, incluyendo algunos oleos, en 1808. En 1811, fue nombrado presidente de la sociedad.

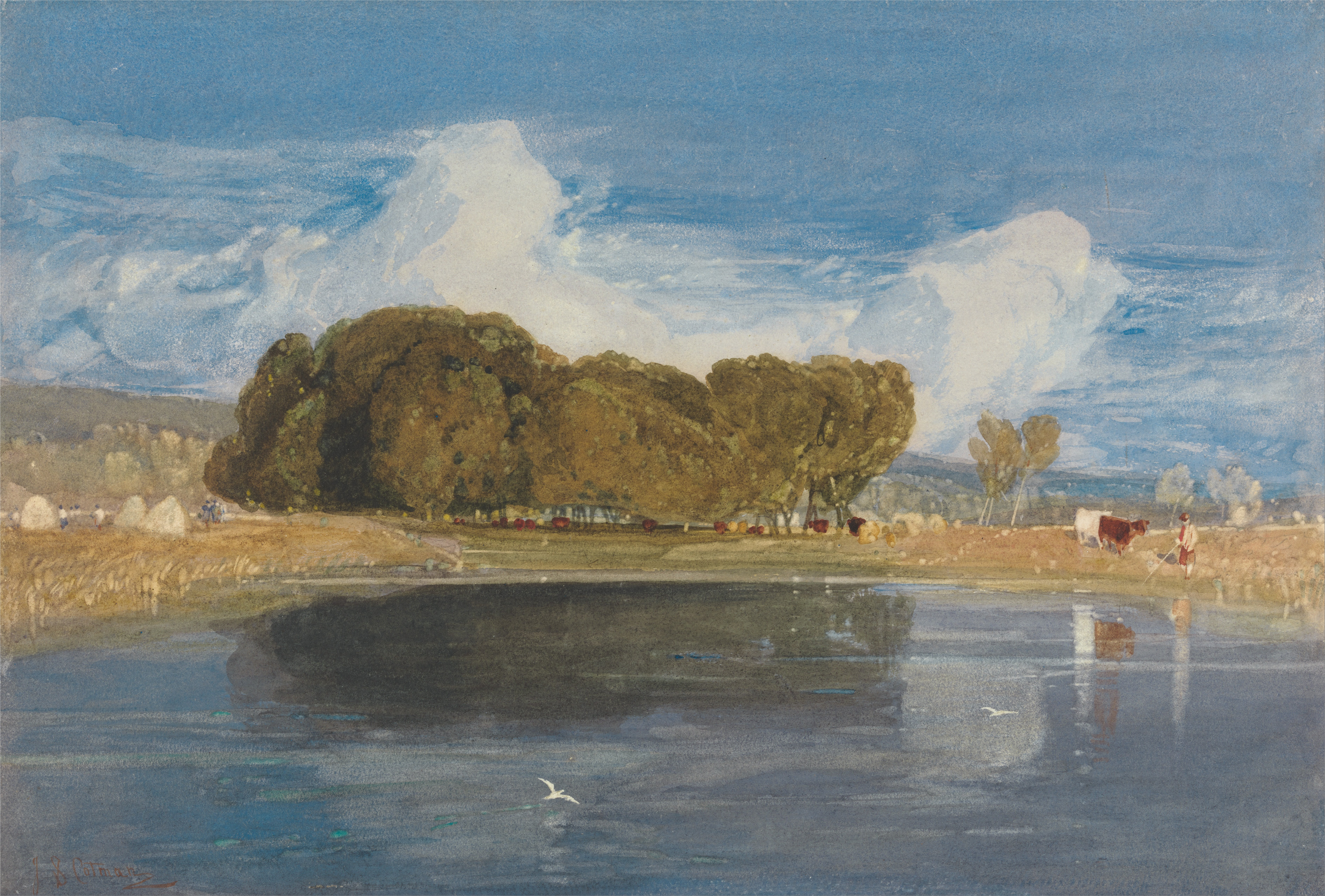
John Sell Cotman - A Summer Day - Google Art Project

En 1809, Cotman se casó con Ann Mills, la hija de un granjero de Felbrigg. Debían tener cinco hijos. Su principal fuente de ingresos le vino de enseñar arte y uno de sus estudiantes, el anticuario local Dawson Turner, se hizo un buen amigo, presentándolo a muchos alumnos y colaborando en uno de sus libros. Como parte de su enseñanza Cotman operó una biblioteca de acuarelas de suscripción, que sus alumnos se llevaban a casa para copiar. Muchas de sus obras llevan números relacionados con este esquema.

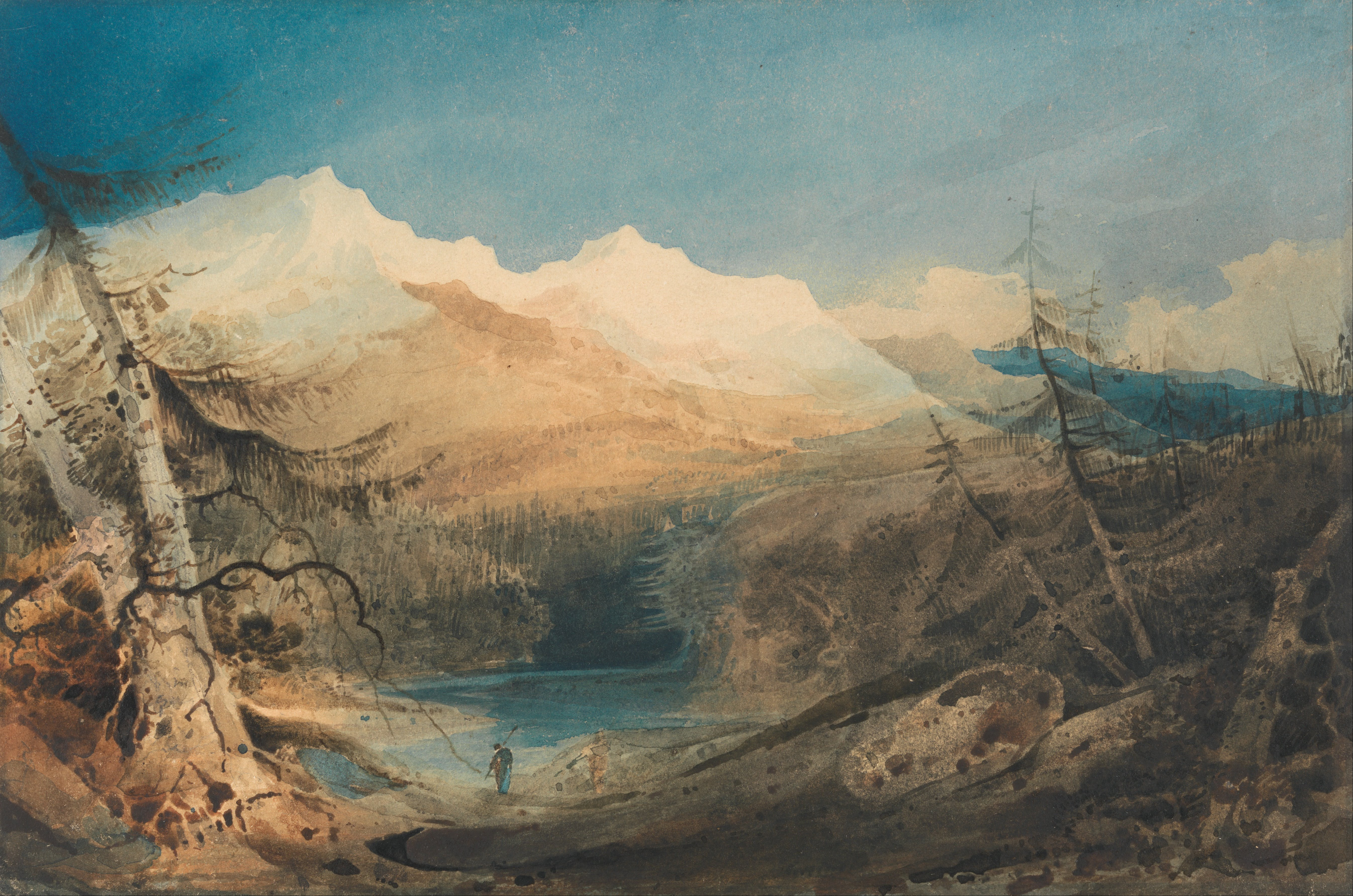
John Sell Cotman - Mountainous Landscape, North Wales - Google Art Project

En 1811 fue publicada su primera serie de grabados; todos, menos uno de temas arquitectónicos, la mayoría de edificios en Yorkshire. Siguió con esta temática con un conjunto de 60 grabados de edificios antiguos de Norfolk, publicado en diez partes entre 1812 y 1818.

### Paréntesis en Great Yarmouth (1812-1823) visitas a Normandía y vuelta a Norwich
De 1812 a 1823, Cotman vivió en la costa de Great Yarmouth, donde estudió el transporte marítimo y dominó la forma de las olas. Algunas de sus mejores piezas marinas datan de esta época.
En el año 1817, visitó Normandía, con Dawson Turner, realizando dibujos de edificios, y fue allí de nuevo en 1818 y 1820. Dos años más tarde publicó un conjunto de 100 grabados basados en los bocetos realizados allí. Después de estas visitas el carácter de sus pinturas cambia, pasando a ser más brillante en colorido.
Regresó a Norwich en 1824, con la esperanza de mejorar su posición financiera, y se mudó a una casa grande en St Martin's Plain, frente al Bishop's Palace, donde construyó una colección de grabados, libros, armaduras y muchos modelos de barcos para ayudar a sus composiciones. Mostró trabajo desde 1823 hasta 1825 en las exposiciones anuales de la Sociedad de Artistas de Norwich.
En 1825, Cotman se convirtió en un Asociado de la Real Sociedad de Pintores en Acuarelas y fue expositor frecuente hasta 1839. Sin embargo, se sintió desesperado por sus constantes luchas financieras.

### En el King's College de Londres (1834-1842)

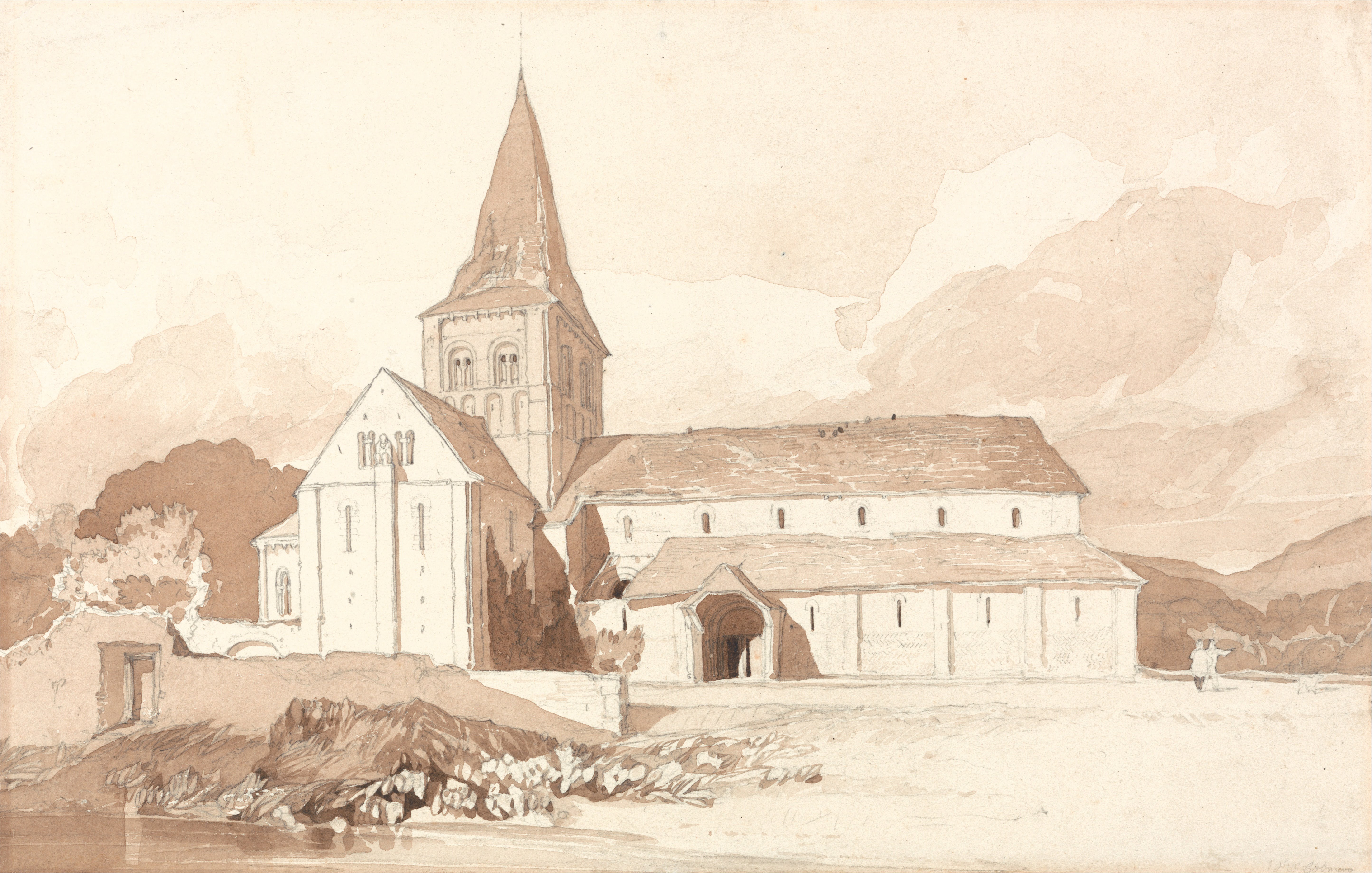
John Sell Cotman - Notre Dame sur l'Eau, Domfront, Normandy - Google Art Project

En enero de 1834, Cotman fue nombrado maestro de dibujo paisajístico en el King's College School en Londres, en parte por recomendación de J. M. W. Turner. En 1836, su hijo Miles Edmund fue designado para ayudarlo. Dante Gabriel Rossetti fue uno de sus alumnos. En Londres, Cotman fue amigo de varios artistas, entre ellos James Stark, George Cattermole, Samuel Prout y Cornelius Varley. En 1836, se convirtió en miembro honorario del Instituto de Arquitectos Británicos. En 1838, todos sus grabados fueron publicados por Henry George Bohn, incluidos en el Liber Studiorum.
Cotman murió en julio de 1842, y fue enterrado en el cementerio de la Capilla de San Juan de Madera. Todas sus obras y la colección de grabados y libros se vendieron en subasta en Christie's, y se dieron cuenta de algo más de £ 525, una suma relativamente insignificante.
Sus hijos, Miles Edmund Cotman y John Joseph Cotman, se convirtieron en pintores notables. El nombre de Cotman se usa como marca registrada por Winsor & Newton para una variedad de materiales de acuarela para artistas.

## Obras
Cotman trabajó en el óleo, la acuarela, el lápiz y la tiza, y produjo muchos cientos de grabados. Su obra se encuentra en el Reino Unido en el Museo del Castillo y Galería de Arte, en Norwich (más de 2.000 piezas), la Leeds Art Gallery, la Tate Gallery, el Museo Británico y el Museo de Victoria y Alberto en Londres, el Fitzwilliam Museum de Cambridge y otros centros regionales. En los Estados Unidos, Cotman está representado en el Yale Center for British Art en New Haven, Connecticut y otras galerías de todo el país.

## Obras publicadas
- Etchings of Ancient Buildings in England (1811)
- Specimens of Norman and Gothic Architecture in the County of Norfolk (1817)
- Excursions in the County of Norfolk (1818). (with Cromwell, Thomas.)
- Sepulchral brasses in Norfolk (London: Henry G. Bohn, 1819).
- Architectural Antiquities of Normandy (1822). (with Dawson Turner)